# .gd
.gd este un domeniu de internet de nivel superior, pentru Grenada (ccTLD).